# Sananda Solaris
Sananda Solaris (tidligere Veronika Kær) er en dansk/iransk dramatiker, instruktør, debattør og skribent. Sananda Solaris er et kriger- og kunstnernavn og fra indisk tradition betyder det 'kampen for lyset'. Hun er kendt for at lave episk musikteater, der tager udgangspunkt i myter, klassiske fortællinger eller samfundsdebatterede emner.
Hun har sat Benjamin Brittens verdensberømte og kontroversielle opera The Rape of Lucretia op på det Kongelige Teater. I hendes undersøgelse og arbejde med operaen, løste Sananda Solaris den gordiske knude, som operaen i årtier har været bundet af, og hun blev efterfølgende inviteret til bl.a. Stanford University, hvor der nu undervises i hendes analyse af The Rape of Lucretia.
Sananda Solaris blev i 2010 blev hun optaget i Kraks Blå Bog og hun er flere gange udnævnt som en af de vigtigste kulturpersonligheder i Danmark og omtalt i nationale og internationale medier.
Hendes stykker har spillet på Oslos National Teater, Det kongelige Teater, Gladsaxe Teater, Grønnegårds Teatret o.m.a. Hun har bl.a. den internationale teaterpris på italienske Spazio Teatro No'HMA 
Sananda Solaris er fremtrædende i den offentlige debat og aktiv foredragsholder.
Hun etablerede Teater Solaris i 2013. Teatret er administreret af Sonnerupgaard Gods.